# Манасія I
Манасія I (пом. бл. 825) — 4-й повновладний бек-мелех Хозарської держави у 810/815—825 роках.

## Життєпис
Походив з династії Буланідів. Син бек-мелеха Єзекії I, який загинув між 810 та 815 роками у боротьбі з кочовими аристократами-кабарами. Манасія I продовжив з ними боротьбу, що значно послабило каганат. У цей час почався тиск племені мадярів, що йшли з Уральських гір. Спирався на міську знать, ремісників та торгівців, що прийняли юдаїзм.
Користуючись скрутним становищем бек-мелеха, проти нього виступив хозарський каган Хан-Туван Диггві, який відновив реальну владу в державі. У результаті на деякий час Буланіди втратили владу в каганаті.